# Respiração aeróbia pulmonar
A respiração aeróbia pulmonar compreende a troca de gases que ocorre nos alvéolos pulmonares, no qual o oxigênio é absorvido e o gás carbônico liberado.
Respiração aeróbica, é a respiração, cuja verdadeira função é a captação de oxigênio para o corpo humano. A ordem que o ar passa pelo nosso corpo até chegar nos alvéolos pulmonares é: cavidades nasais; faringe; laringe; traqueia; brônquios; bronquíolos e alvéolos pulmonares.
Nos alvéolos pulmonares são estruturas muito vascularizados é nele onde se realiza a troca de gás carbônico por oxigênio.